# Diura knowltoni
Diura knowltoni är en bäcksländeart som först beskrevs av Theodore Henry Frison 1937.  Diura knowltoni ingår i släktet Diura och familjen rovbäcksländor. Inga underarter finns listade i Catalogue of Life.